# Агиология
Агиологията (от гръцки: άγιος — свят/светец и λόγος — наука) е наука, обикновено дял от богословието, която се занимава със систематизираното описание и категоризиране на християнските светци. Разликата от агиографията (трябва да се отбележи, че подобно разделение съществува само в православното богословие — в останалите терминологични системи „агиология“ и „агиография“ в съвременните езици, с изключение на италиански, са тъждествени) се състои в това, че агиографията събира и описва дейността на светците, а агиологията изучава агиографската литература като я систематизира.
В по-широк смисъл терминът се използва и по отношение на изучаването на светците и светите личности на другите религии.
Негативни конотации при употреба в разговорния език отговарят на преносното значение в други езици, напр. английски, за агиография, а именно като епитет за издигане в култ на личности, изявили се в сфери, стоящи извън религията, в последния случай употребата на думата обикновено носи негативно съдържание .